# گراهام وب
گراهام وب (انگلیسی: Graham Webb; ۱۳ ژانویهٔ ۱۹۴۴ – ۲۸ مهٔ ۲۰۱۷) دوچرخه‌سوار اهل بریتانیا بود.
وی در مسابقات کشوری و بین‌المللی در مجموع برندهٔ ۱ مدال طلا شده‌است.